# Brandon Inge
Charles Brandon Inge (né le 19 mai 1977 à Lynchburg en Virginie, États-Unis) est un joueur de troisième but de baseball qui joue dans la Ligue majeure de 2001 à 2013.
Il compte une sélection au match des étoiles, en 2009 comme représentant des Tigers de Détroit, pour qui il évolue de 2001 à 2012, avant de compléter sa carrière avec les Athletics d'Oakland (2012) puis les Pirates de Pittsburgh (2013).

## Carrière

### Tigers de Détroit
À la sortie de ses études secondaires à la Brookville High School de Lynchburg (Virginie), Brandon Inge rejoint la Virginia Commonwealth University à Richmond (Virginie) où il porte les couleurs des VCU Rams.
Il est repêché le 2 juin 1998 par les Tigers de Détroit au deuxième tour de sélection. Après quatre saisons en ligues mineures Inge fait ses débuts en Ligue majeure le 3 avril 2001.
En juillet 2009, Brandon Inge est sélectionné pour la première fois au match des étoiles.
Il connaît une saison 2011 particulièrement difficile. Il joue 102 parties et doit s'absenter du jeu pour cause de mononucléose et séjourne mêmes dans les ligues mineures après y avoir été cédé par les Tigers, insatisfaits de ses performances. En maintes occasions, l'équipe remplace Inge par Don Kelly ou Wilson Betemit au troisième but. Inge ne parvient pas à franchir la ligne de Mendoza avec une moyenne au bâton de ,197 pour la saison. En séries éliminatoires cependant, il frappe pour ,318 en 10 parties face aux Yankees de New York et aux Rangers du Texas.
Il n'a que deux coups sûrs après 9 matchs en 2012 lorsque les Tigers le libèrent de son contrat le 26 avril.

### Athletics d'Oakland
Le 30 avril 2012, il rejoint les Athletics d'Oakland. Il frappe 11 circuits et produit 52 points en 70 parties pour les A's, complétant l'année avec 12 circuits, 54 points produits et une moyenne au bâton de ,218 pour deux équipes. Oakland accède aux séries éliminatoires mais Inge ne joue pas dans la série où son club est éliminé par les Tigers.

### Pirates de Pittsburgh
Le 13 février 2013, Brandon Inge signe un contrat des ligues mineures avec les Pirates de Pittsburgh. Il ne frappe que pour ,181 en 50 parties et est libéré le 30 juillet suivant.

## Statistiques
| Saison | Équipe  | G    | AB   | R   | H    | 2B  | 3B | HR  | RBI | SB | BA   |
| ------ | ------- | ---- | ---- | --- | ---- | --- | -- | --- | --- | -- | ---- |
| 2001   | Détroit | 79   | 189  | 13  | 34   | 11  | 0  | 0   | 15  | 1  | .180 |
| 2002   | Détroit | 95   | 321  | 27  | 65   | 15  | 3  | 7   | 24  | 1  | .202 |
| 2003   | Détroit | 104  | 330  | 32  | 67   | 15  | 3  | 8   | 30  | 4  | .203 |
| 2004   | Détroit | 131  | 408  | 43  | 117  | 15  | 7  | 13  | 64  | 5  | .287 |
| 2005   | Détroit | 160  | 616  | 75  | 161  | 31  | 9  | 16  | 72  | 7  | .261 |
| 2006   | Détroit | 159  | 542  | 83  | 137  | 29  | 2  | 27  | 83  | 7  | .253 |
| 2007   | Détroit | 151  | 508  | 64  | 120  | 25  | 2  | 14  | 71  | 9  | .236 |
| 2008   | Détroit | 113  | 347  | 41  | 71   | 16  | 4  | 11  | 51  | 4  | .205 |
| 2009   | Détroit | 161  | 562  | 71  | 129  | 16  | 1  | 27  | 84  | 2  | .230 |
| 2010   | Détroit | 144  | 514  | 47  | 127  | 28  | 5  | 13  | 70  | 4  | .247 |
| Totaux | Totaux  | 1297 | 4337 | 496 | 1028 | 201 | 36 | 136 | 564 | 44 | .237 |

| Saison | Équipe  | G  | AB | R | H  | 2B | 3B | HR | RBI | SB | BA   |
| ------ | ------- | -- | -- | - | -- | -- | -- | -- | --- | -- | ---- |
| 2006   | Détroit | 13 | 44 | 4 | 12 | 3  | 0  | 1  | 4   | 0  | .273 |
| Totaux | Totaux  | 13 | 44 | 4 | 12 | 3  | 0  | 1  | 4   | 0  | .273 |

Note : G = Matches joués ; AB = Passages au bâton; R = Points ; H = Coups sûrs ; 2B = Doubles ; 3B = Triples ; 
HR = Coup de circuit ; RBI = Points produits ; SB = Buts volés ; BA = Moyenne au bâton.